# Lutzenberg
Lutzenberg (gsw. Lutzebërg) – gmina (niem. Einwohnergemeinde)  w północno-wschodniej Szwajcarii, w kantonie Appenzell Ausserrhoden. 31 grudnia 2014 liczyła 1258 mieszkańców. Do 1995 należała do okręgu Vorderland.